# XNXX
XNXX är en webbplats för delning och strömning av pornografiska videoklipp. Den 12 juli 2018 var sajten rankad som den åttonde mest besökta webbplatsen i världen av SimilarWeb och den 76:e mest populära hos Alexa. Webbplatsen lanserades 1997, vilket gör den till en av de äldsta i sin genre. XNXX har sitt huvudkontor i Paris, med servrar och kontor i Montréal, Tokyo och Newark.
XNXX ägs av WGCZ – samma tjeckiska företag som driver XVideos, den 2021 mest besökta pornografiska webbplatsen. De båda systersajterna drar nytta av ett snarlikt gränssnitt och (delvis) samma uppladdningar, och samma användarkonto kan användas på bägge. Medan XVideos 2021 hade drygt 10 miljoner lagrade videor, lagrade XNXX samma år drygt 8 miljoner videor.
2014 rankades XNXX som en av världens två mest populära plattformar för pornografi, tillsammans med XHamster. En annan listning rankade den som en av världens tre populäraste porrsajter. I Singapore rankades XNXX som den femte populäraste webbsajten alla kategorier och den populäraste pornografiska sajten. 2018 rankades den som Indiens femte populäraste porrsajt och en av de 20 mest besökta webbplatserna alla kategorier.